# 吸血殲鬼ヴェドゴニア
『吸血殲鬼ヴェドゴニア』（きゅうけつせんきヴェドゴニア：VAMPIRDZHIJA VJEDOGONIA）は、2001年1月26日にニトロプラスより発売された18禁PCゲーム。

## 概要
吸血鬼をモチーフとするダークな物語に変身ヒーロー物とガンアクションを取り入れた意欲作。
吸血殲鬼（ヴァンピルズィージャ）とは吸血鬼と同等のパワーを備えた吸血鬼ハンターの総称である。その種類としてはダンピィル、クレスニク等があるが、これら異能のハンターのうち死後に吸血鬼化する運命を背負ったものは、特にヴェドゴニアと称される。やがては狩る側から狩られる側へと転じるため、同業の吸血鬼ハンターからも忌み嫌われる存在。別名を「紅の胞衣を被りし子」。ボスニア・ヘルツェゴビナの民間伝承に由来する。

## スタッフ
- プロデューサー：でじたろう
- 企画・監督・脚本：虚淵玄
- キャラクターデザイン・原画：中央東口、Niθ（にしー）
- クリーチャーデザイン：Niθ
- 音楽 ：ZIZZ STUDIO・CHOIR

## 仮面ライダーとの関連
シナリオの虚淵玄は「王道で行こうと思ったのです。学園モノで、幼なじみがいて眼鏡っ子がいて妹がお兄ちゃん発言して前世の因縁と触手が絡む、そんなヤツを俺もやってみようと。まぁそれだけじゃ不安だったんで、仮面ライダーにして、吸血鬼にしようと」と本作のマニュアルで語っている。
また主人公が乗るバイクがスズキ製である点も、平成ライダー以前のライダーマシンがスズキ製であった事に対するオマージュである。
この作品は4つのシナリオが各々13回1クールのエピソードで構成され、各エピソードはアバンタイトル→OP→本編→EDという構造を持っている。また、エピソードには「EPISODE1 変容」「EPISODE13 悠久」のように回数と漢字2文字の題名がつけられており、各シーンの冒頭には時刻と場所が明示される（例「多摩市 松が谷 AM8:15」）。これらのフォーマットは2000年1月〜2001年1月に放映された平成仮面ライダーシリーズの『仮面ライダークウガ』のフォーマットのオマージュ・パロディとなっている。

## ストーリー
吸血鬼、それは生者の血を糧に永遠の時を生き長らえ、古より歴史の影で暗躍してきた闇の眷属。その不死の肉体を求めて策謀をめぐらせる邪悪な信徒たちの前に、闇の仕置人、吸血鬼ハンターたちが立ちふさがる。現代に蘇る聖戦に運命の悪戯に巻き込まれていく主人公と、彼を取り巻く少女たち。彼らに生きて再び夜明けを迎えることは出来るのか?（パッケージ解説より）
至って普通の学生・伊藤惣太は、学校で仲間達と共にバンド活動に勤しむなど日々を過ごしていたが、ある朝に自分の首筋、それも頚動脈の真上に奇妙な二つの傷跡を発見する。失われた前夜の記憶、そしてその日から始まった身体の変調は、果てしなく続く恐ろしい戦いの予兆に過ぎなかった。
吸血鬼の女王リァノーンによって吸血された惣太は、辛うじて一命を取り留めたことで、半吸血鬼ヴェドゴニアとなってしまう。リァノーンを追う吸血鬼ハンターのモーラとフリッツに助けられた惣太は、リァノーンを滅ぼして人間に戻るため、彼らと共に吸血鬼秘密結社イノヴェルチとの戦いに挑む。
毎夜喉を切り裂いて失血してはヴェドゴニアに変身し、人造吸血鬼Vチューンドを滅ぼしてはその血を啜って人間に戻る日々。徐々に狂気に蝕まれていく惣太だが、イノヴェルチの魔の手は彼の幼馴染である香織、部活の友人である弥沙子にまで伸びようとしていた。

## 登場人物/クリーチャー
伊藤 惣太（いとう そうた）
本作の主人公。私立梅論学園高校2年。軽音楽部部員で担当はギター。東京への進学を機会にアパートでの一人暮らしを始めた、飄々とした好青年であったが、吸血鬼に咬まれたことでその日常が一変した。輸血により辛うじて一命を取り留めたものの、致命傷となるような大怪我を負ったり、激しい怒りや欲望に晒されると、体内に残る吸血鬼因子が活性化して、容貌も能力も人間とはかけ離れた「ヴェドゴニア」に変身し、吸血して渇きを癒さないと元の姿には戻れなくなってしまう。完全に吸血鬼化するのを避けるには、自分を咬んだ吸血鬼を殺すしかない。人間に戻るため、自分の生活を取り戻すために、非日常の戦いに身を投じることになるが、その残り時間は長くて2週間である。
趣味はバイクで愛車はスズキ・カタナ
ヴェドゴニア
伊藤惣太が失血により変身し、怪物化した存在。筋肉や骨格の変容による破壊を防ぐためのレザーの拘束衣を着用し、吸血衝動を抑制するために、クローム製の猿轡で顎を固定して犬歯が牙に変化することを阻害している。しかし、変身を繰り返し、倒した敵の血を啜る度に吸血鬼としての本性が露わになり、日常的にも惣太の人間としての理性や意識を脅かすようになっていく。
人間では扱えない吸血鬼用の武器類（銃剣付ハンドガン「レイジングブル・マキシカスタム」、大型ナイフ「サド侯爵の愉悦」等）と、車体前後にチタンブレードを装着した専用バイク「GSX-Desmodus」を駆使して、V・チューンドや吸血鬼との戦いに臨む。並み居るキメラヴァンプとの連戦によって急速に能力を成長させていき、一週間足らずでヴァンパイア三銃士とすら互角に渡り合える領域に達する他、最終決戦ではリァノーンから引き継いだ念動力に覚醒するなど、吸血鬼としてのポテンシャルは極めて高い。
コミカライズ版では「戦鬼化」と呼ばれ、人格的にも惣太とほぼ同一である。「人間にも吸血鬼にも天敵となる存在」と目されており、ナハツェーラーの計画の要となっている。終盤ではナハツェーラーを滅ぼすために完全な吸血鬼となる事を選ぶ。
来栖 香織（くるす かおり）
私立梅論学園高校2年。惣太の幼馴染で、彼が借りているアパートの家主の娘。寝坊がちの惣太を毎朝叩き起こしに来る。吸血鬼闘争の世界に巻き込まれたことで精神的に不安定となった惣太を心配し、事情を知ってからは及ばずながらも彼を守り戦おうとする強い心の持ち主。幼少時に空手修行の経験があり、当時はいじめられっ子だった惣太を守っていた。かばわれる立場に反発した惣太にからかわれたことがきっかけで道場を辞めてしまったが、シナリオの展開によっては師匠の教えを思い出し、吸血鬼化した友人と死闘を繰り広げることになる。現在でも格闘技自体への興味は失っていないようで、かなりの数の格闘技漫画を所有している。
コミカライズ版ではほぼ物語に関わらない。
白柳 弥沙子（はこやなぎ みさこ）
私立梅論学園高校2年。香織の同級生で親友。惣太とは軽音楽部で一緒にバンドを組む。担当はキーボードとDTMオペレーター。旧家のお嬢様だが、ジャーマンメタルの熱狂的な愛好家である一面を持つ。惣太を密かに慕っているが、その事を言い出せない自分を情けなく思っている。プレイヤーの選択によってその命運が激変する。生前のウピエルの大ファン。
コミカライズ版ではほぼ物語に関わらない。
ストリクス
シナリオの選択次第で弥沙子が辿る姿。赤いボンデージファッションに身を包む女吸血鬼で、ウピエルの忠実な下僕として嗜虐の標的となっている。鏡子におびき出されたライブハウスでウピエルに襲われ吸血鬼となり、抑圧されていた欲望や憎悪を惣太や香織、家族に向ける。歪んだ形ではありながら惣太に対しての恋心は変わらない一方で、ウピエルに対しても献身的とさえいえる思いを抱くようになる。本編中ではストリクスの名は未呼称。
モーラ
ヴァンパイアハンター。外見は10歳程度の幼女。東欧の僻地が生国。自分の身の丈ほどもあるスレッジハンマーと内部に仕込まれた杭を武器として、強大なヴァンパイアを叩き伏せる能力の持ち主。大人びた態度だが外見相応の幼い少女として振る舞う事もあり、催眠術も合わせて一般人に対する偽装としている。リァノーンに血を吸われて瀕死だった惣太に輸血を施した事で、彼と共にイノヴェルチと戦っていく。決め台詞は「灰は灰に、塵は塵に！」「あいつの行く手に茜と山査子の棘があるように」
その正体は、半人半吸血鬼のダンピィル。実年齢は19歳。母と兄からは愛された幼少時代だったが、その出自のせいで村人たちからは酷い虐待を受けていた。いつまでも成長することのない自分の身体に強いコンプレックスを持ち、人間を羨ましい、妬ましいと思う一方、普通に平和な生活を過ごす人々を守ろうとする気持ちも抱いている。母を辱め自分を産ませた吸血鬼ナハツェーラーを、憎むべき敵として追っている。同じ半吸血鬼としての境遇から惣太と交流を重ねるうちに、彼と共に生きたいという願いと彼を日常に戻すべきだという想いを懐き、葛藤していく。
コミカライズ版では当初こそ惣太と共闘するも、フリッツの企みを見抜いた彼と決別。ラルヴァに惣太の口枷の鍵を託す。ナハツェーラーとの最終決戦を経た後は再び吸血鬼狩りに向かいつつ、「男女二人組の吸血鬼ハンター」の噂を耳にしてそれが惣太とラルヴァであれば良いと思いを馳せた。
リァノーン
齢2000歳、現存する最古のロードヴァンパイア。最も危険な吸血鬼として世界中のハンターの標的となっていたが、秘密結社「イノヴェルチ」に囚われ、人造吸血鬼「V・チューンド」を生み出すための実験材料とされている。100年に亘って昏睡状態に陥っていたが、ある夜突然目覚めて施設から脱走。惣太と遭遇しその血を吸った。現在は再びイノヴェルチの手に落ちている。惣太の夢の中に現れ、何かを訴えている。神の力とも呼ぶべき圧倒的な念動力の持ち主。
かつては夜魔の森の神を崇める部族の妃であったが、信仰の衰えによる謀反や、西の帝国の脅威に晒されていたため、王に神の力を授けるべく巫女として夜魔の森の神から吸血を受ける。しかし力を持ち帰るよりも前に王は合戦で討ち死にしてしまい、以後は長きに渡って孤独な生を歩む事になる。惣太を吸血したのは、彼にかつての想い人アルガの面影を見て、2000年前の約束を果たすためだった。しかし同時に彼がアルガではない事にも気が付き、深い後悔に苛まれている。
コミカライズ版では吸血鬼秘密結社「キャマリラ」の長。造反したヴァンパイア三銃士によって「イノヴェルチ」に拉致された。最終的にナハツェーラーの企みを防ぐため、ギーラッハと共に海底で眠りにつく。
ラルヴァ
コミカライズ版のメインヒロイン。ヴェドゴニアと化した惣太の前に現れる、もう一人のヴェドゴニア。内戦で孤児となったところを吸血鬼秘密結社「キャマリラ」に拉致され、吸血鬼を昼間に護衛する猟犬として育てられた。しかしヴァンパイア三銃士の造反時に吸血されてしまい、ナハツェーラーの手によってヴェドゴニアとして蘇生する。ナハツェーラーに命を握られており、失態の際には拷問されるなど、扱いとしては彼の玩具である。人間に戻るべくリァノーン探索の手駒として暗躍する中で惣太に接触し、協力して行動を共にするうち、徐々に彼へ惹かれていく。
終盤では三銃士が滅ぼされた事で人間に戻るも、ナハツェーラーに余興として致命傷を負わされてしまう。しかし戦い続けるため惣太に吸血される事を受け入れ、最終決戦では片翼の吸血鬼となって惣太と共に在る事を選んだ。
フリッツ・ハールマン
ヴァンパイアハンター。モーラの相棒で各種銃器、爆発物の扱いに長け、ハッカーとしての腕も一流。リァノーン探索のために、ヴェドゴニアとなった惣太を敵吸血鬼との直接戦闘に巻き込む。冷徹非情にして皮肉屋で、既に人間ではなくなりつつある惣太を決して信用せず、徹底して猟犬として扱う。愛用の武器は「M4ウィッチハンタースペシャル（紫外線投光器と銀矢を放つボウガン付）」。愛車はハマー。
実はモーラの父親違いの兄。ダンピィルとして差別され虐げられる彼女を連れて故郷を出奔、ハンターとして過酷な戦いに身を投じた。人間不信と惣太への感情はそのためで、彼を利用するために人質を取ったりリァノーンに与したと見れば即座に攻撃するが、ルートによっては生来の面倒見の良さから窮地に立たされた惣太の手助けをする事もある。一方でシナリオ次第ではモーラに寄せる気持ちに付け込まれ、ナハツェーラーの罠にかかり吸血鬼に変貌する。
コミカライズ版では惣太を使い捨てようとしてる事を見抜かれて一時対立するも、ナハツェーラーによる計画を阻止するために再度協力。さらにはギーラッハと肩を並べて量産型ヴェドゴニア軍団を迎え撃った。
名前の由来は実在したドイツの連続殺人犯フリッツ・ハールマン。
網野 鏡子（あみの きょうこ）
私立梅論学園高校1年。軽音楽部部員で、担当はベース。V・チューンドに襲われて吸血されるが、完全に吸血鬼化する前に「親」が死んだため、人間として生き残る。しかし一度は吸血された影響を利用され、イノヴェルチの密偵となってしまう。
ギーラッハ
秘密結社「イノヴェルチ」で「ヴァンパイア三銃士」と呼ばれる有力吸血鬼の一人。吸血鬼年齢600歳。紅の甲冑を纏い、長大な剣・ビルドルヴフォークを操る偉丈夫。騎士物語がもてはやされる以前の「騎士道精神」の持ち主。元は十字軍の一員で、リァノーンにより吸血鬼となった忠実な騎士だが、彼女をイノヴェルチの手に委ねたのには複雑な事情がある。
長い生に憂いたリァノーンが昏睡状態となったことで、彼女を守る事が困難になり、また彼女を覚醒させる方法を求めてイノヴェルチへと身を寄せた。リァノーンにどこまでも誠実に仕えている一方で、彼女をこのような孤独に追いやった人物への怒りを抱いており、ルートによっては最終決戦でリァノーンの憎悪を晴らすべく、あえて惣太へと剣を向ける。リァノーンの念動力を受け継いでいるため、その際の戦闘力は本編中最強である。
コミカライズ版では吸血鬼秘密結社「キャマリラ」に所属するリァノーンの忠臣。造反した「イノヴェルチ」に拉致されたリァノーン奪還のために惣太と共闘する。ナハツェーラーの企みが発覚した後は彼を討つために戦うが、致命傷を負ってしまい、リァノーンと共に海底へ沈むことで本懐を遂げた。
ウォルフガング・フォン・ナハツェーラー
秘密結社「イノヴェルチ」で「ヴァンパイア三銃士」と呼ばれる有力吸血鬼の一人。吸血鬼年齢300歳。老年になってから吸血鬼となったため、老いた姿のまま不老不死となってしまった。強力な精神感応能力と暗示催眠能力を持ち、「人形使い」とあだ名される。網野鏡子を操りヴェドゴニアの正体を探る。モーラの母親を強姦し彼女を産ませた張本人。
コミカライズ版では吸血鬼秘密結社「キャマリラ」に所属するリァノーンの忠臣。しかしその実態は「キャマリラ」と「イノヴェルチ」、そして狩人たちを操り、三つ巴の戦いを主導していた黒幕。目的は永劫の生を慰めるための余興であり、そのためにヴェドゴニアを量産化して手駒とする。本編では洗脳能力を持つかわりに身体能力で劣っていたが、コミカライズ版ではギーラッハに膝を着かせるなどの肉体派。1000年以上の老齢であり、覚醒直後とはいえリァノーンすら精神力で抑え込める。
ジグムント・ウピエル
秘密結社「イノヴェルチ」で「ヴァンパイア三銃士」と呼ばれる有力吸血鬼の一人。吸血鬼年齢30歳。数十年前に失踪した伝説のメタルロックバンド「TEPES（ツェペシュ）」のリードギタリスト/ボーカリスト。殺戮に美学を求めるサディスト。ギターと一体化したステアーAUGの改造銃「SCREAMING-BANSHEE」を使う狙撃手でもある。残虐な楽しみのために惣太の周りの人間に手を伸ばす。デスモドゥスは元来彼の私物。
ルートによってはあっさりと退場してしまう一方、シナリオによっては年齢による衰えへの恐れとさらなる力を求めて吸血鬼化を選んだ過去と、その代償として新たな楽曲を生み出す創造力を失ってしまった鬱屈と絶望とが描かれ、当初は玩具でしかなかったストリクスへの異様な執着心を抱いたことで、惣太の最大の敵として立ちはだかる。
コミカライズ版では吸血鬼結社「キャマリラ」に所属する三銃士に設定が変更されている。リァノーンを攫って人間と接触し「イノヴェルチ」を立ち上げ、本拠地を襲撃してきた惣太を、歌声を駆使した超音波攻撃で苦しめた。しかし学園祭の練習でウピエルの歌を聴き込んでいた惣太によって超音波を打ち消され、敗北した。なおコミカライズ版ではデスモドゥスはナハツェーラーのコレクションとなっている。
諸井 霧江
吸血鬼から不死の秘密を得ることを目的とする秘密結社「イノヴェルチ」所属の天才科学者。IQ250。リァノーンを研究することにより新規化合物を発見、その薬剤応用での莫大な収益によりイノヴェルチに貢献。人間と他の生物を融合合体させた「V・チューンド」の開発責任者。
ユンとミン
イノヴェルチによって確保されたアジア系のボートピープルの姉妹。他の仲間達から二人だけ別室に移動させられた事で意図を察した姉のユンは、自らの体を差し出すことで妹のミンを守ろうとするが、相手として現れた男はタコ型のV・チューンドだった。結果、触手に蹂躙された末にユンは吸血されて死亡し、一人では満足しなかったV・チューンドによってミンもまた餌食となって命を落とした。
V・チューンド（キメラヴァンプ）
リァノーンをオリジンとして得られた物質を用いて人工的に作成された吸血鬼。人間をベースにサメ、アリ、タコ、コウモリ、クモ、サソリ、ワシ、ヒル、カメ、サイ等の細胞を融合させた異様な形態を持つ。融合させた生物種により様々な能力を付与されている（超音波攻撃、飛行能力等）。人間形態と怪物形態がある。なお、V・チューンドのイメージイラスト担当として韮沢靖がクレジットされている。
グランドー
コミカライズ版に登場する吸血鬼。元は「キャマリラ」という吸血鬼秘密結社が誇る三銃士の一人だったが、リァノーンを攫って人間と接触し「イノヴェルチ」を立ち上げた。三銃士のリーダー格だったが、リァノーンを奪還するために現れたギーラッハには太刀打ちできず、首を落とされて滅びた。
コルデワ
コミカライズ版に登場する吸血鬼。元は「キャマリラ」という吸血鬼秘密結社が誇る三銃士の一人だったが、リァノーンを攫って人間と接触し「イノヴェルチ」を立ち上げた。髪の毛を操る力を持ち、ウピエルを滅ぼした惣太の前に現れて彼を窮地に追い込むが、現れたギーラッハに一刀両断されて滅びた。

## 用語
ヴァンパイア
一般に伝承される吸血鬼そのもの。吸血鬼になった時点で老化が停止し、忌光症を始めとする様々な弱点を帯びながらも、圧倒的な身体能力と再生能力を発揮する。その一方で精神的な変貌も引き起こされ、多くの吸血鬼は吸血衝動を伴う残虐性、残忍性を発揮するようになる。そのため吸血鬼たちが用いる武装は、殺戮のための玩具としての側面が強く、人間ではとても扱えないような奇怪な形状、かつ実用的という言葉からはかけ離れた殺傷性を追求したものが好まれる。また一部の吸血鬼たちは念動力や催眠術など、超常的な異能に覚醒する事もある。
ヴェドゴニア
半吸血鬼。本来はスラブ圏に伝わる「死後に吸血鬼となる宿命を背負った吸血鬼ハンター」の事だが、作中では「吸血鬼に噛まれたが、一命を取り留め、まだ吸血鬼化していない者」を指す。大量の失血と共に体内の吸血鬼としての因子が覚醒し、肉体が吸血鬼として変貌を遂げ、吸血することによってまた人間の姿に戻る。この中途半端な変貌は肉体の崩壊をもたらし、また吸血欲求の高まりによって理性が失われるため、これを防ぐべく惣太は拘束服とクロームの口枷を装備し、ラルヴァもボンデージを着用している。「親」である吸血鬼が滅べば人間に戻れるが、徐々に肉体の吸血鬼化が進行していくため、猶予は二週間ほどしかない。
コミカライズ版では「人間にも吸血鬼にも天敵となりうる存在」としてナハツェーラーの計画の要となっている。ラルヴァ、惣太といったヴェドゴニアたちの能力に着目したナハツェーラーは、終盤、量産型ヴェドゴニア軍団を完成させ、ハンターたちに差し向ける。
ダンピィル
半吸血鬼。吸血鬼と人間の間に生まれた子供。人間と吸血鬼の特性を半分ずつ受け継いでいるが、その出自故に人間からも吸血鬼からも差別される宿命を背負っている。身体能力が高く、また強力な治癒能力や、親の異能を受け継いでいる一方で、極端に老化が遅く、吸血鬼ほどではないが日光や銀などが弱点となっている。
イノヴェルチ
ロシア語で「異端者」を意味する秘密結社。不老不死の追求を掲げて結成された人間の組織だが、長い歳月のうちに現世利益の追求に目的が変わりつつある。燦月製薬など大手企業の背後に存在しており、一般社会にも密かに浸透している。現在はリァノーンを研究材料に、世界中の難民を誘拐しては人体実験および吸血鬼の餌として用いて、生物兵器であるV・チューンドの開発、量産を行っている。作中では僧服を纏った聖職者風の男、軍人風の男の二人が幹部として登場した。
コミカライズ版では成立過程が異なり、キャマリラから造反したヴァンパイア三銃士が結成した新たな組織という形になっている。
キャマリラ
コミカライズ版に登場する吸血鬼の秘密結社。恐らくは王の側近たちを指す「キャマリラ」の意か。リァノーンを女王として頂き、彼女に仕える吸血鬼たちで構成されているが、昼間に吸血鬼を護る猟犬を兼ねた餌として、誘拐してきた孤児たちによる人間の戦闘員も多く有している。ヴァンパイア三銃士の造反とリァノーンの拉致によって大損害を被った。
燦月製薬
日本の大手製薬企業。イノヴェルチによって運営されており、組織の収入源および研究を担っている。リァノーンの血液を解析することで「V酵素」と呼ばれる吸血鬼の因子抽出に成功しており、これを免疫抑制剤「ペレシトリン」に応用することでイノヴェルチの財政は潤沢なものとなった。またこの「V酵素」を人体に投与することで免疫を抑制し、複数の生物を合成した「キメラヴァンプ」の開発計画をスタートさせた。これらの研究用の被検体や吸血鬼の食料は、難民やボートピープルを拉致するなど、非人道的な手法で賄われている。
ヴァンパイア三銃士
イノヴェルチに君臨する三人の幹部吸血鬼たちの称号。ナハツェーラー、ギーラッハ、ウピエルの三人を指す。リァノーンを手土産にして幹部入りを画策したナハツェーラーと、リァノーンを護る組織を必要としていたギーラッハが利害の一致から参入し、その後ウピエルが高待遇から勧誘を受け入れて加わった。そのため三人とも組織への忠誠心といったものはなく、各々の目的のめに行動しているが、その戦闘力は絶大である。
コミカライズ版では構成員が異なっており、グランドー、コルデワ、ウピエルの三人を指す。キャマリラ時代からそう呼ばれていたようだが、リァノーンを拉致し、イノヴェルチを立ち上げた後もこの称号を用いている。忠誠心については不明だが、グランドーがリーダー格であるらしい。
吸血鬼ハンター
吸血鬼の活動が活発になるにつれ、自然発生的に現れた狩人たち。ヴァン・ヘルシング教授のように吸血鬼の弱点を分析し、様々な武装を整え、人間でありながら吸血鬼と同等以上に渡り合う。基本的にはフリーランスで、吸血鬼たちの溜め込んだ資産を強奪することで活動資金としているが、中には組織として行動しているハンターたちも存在する。作中ではヴァチカンの埋葬機関や英国王立国教騎士団について言及された。
GSX-Desmodus
吸血鬼専用のオートバイ。デスモドゥスとは吸血コウモリの学名のこと。過激にチューンナップしたスズキ・ハヤブサをベース車とし、フロントとリアに高圧水流でタッチアップされたチタン製のブレードが装着されている。触れただけで指が切れるほどの鋭さと圧倒的なスピードから「走る断頭台」と形容され、作中幾度かあるカーチェイスシーンでは惣太の相棒として猛威を奮う。その圧倒的な性能は惣太からも「最高のマシンだった」と評価された。
ゲーム版ではウピエルが自分専用の車両としてオーダーした機体を、手元に届く前にフリッツが強奪したもの。コミカライズ版ではナハツェーラーのコレクションを、惣太が奪い取ったもの。

## 関連商品

### 主題歌
OP「WHITE NIGHT」
作詞：Hassy　作曲・編曲：磯江俊道　歌：小野正利
ED「MOON TEARS」
作詞：Hassy　作曲・編曲：村上正芳　歌：小野正利
WHITE NIGHT 新パッケージバージョン（マキシシングル）
2000年11月17日発売 ニトロプラス
吸血殲鬼ヴェドゴニア サウンドトラック
2001年4月29日発売 ニトロプラス
この作品からZIZZ STUDIOがニトロプラス作品の音楽を担当する様になった（音楽面全般を担当する様になるのは次作の鬼哭街から）。

### 書籍
『吸血殲鬼ヴェドゴニア・鬼哭街 Perfect Graphics』
2003年4月10日発売、晋遊舎刊、ISBN　4-88380-328-7
小説版『吸血殲鬼ヴェドゴニア』
著：種子島貴、角川スニーカー文庫より全2巻。原作ゲームにおける各ルートの要素を再構成して一本の作品に纏めている。
1. WHITE NIGHT（2003年1月発売、ISBN 4044278032）
2. MOON TEARS（2003年2月発売、ISBN 4044278040）

漫画版『吸血殲鬼ヴェドゴニア』
著：坂田徹也、ドラゴンコミックス（角川書店）より全2巻。『月刊コミックドラゴン』誌にて連載。
ゲームには登場しない漫画独自の登場人物が多く、設定にも一部相違が見られる。
「イノヴェルチ」、狩人たちに加え、リァノーンがもともと在籍していた組織「キャマリラ」の三つ巴の戦いが繰り広げられる。フリッツたちが吸血鬼化進行の危険性を隠して猟犬扱いしていた事を悟った惣太は二人と決別し、ラルヴァと共にイノヴェルチに立ち向かう。やがて戦いの中でナハツェーラーの陰謀が明らかになり、惣太とラルヴァはナハツェーラーとの最終決戦に挑む。
1. 2001年8月発売、ISBN 4049261774
2. 2002年2月発売、ISBN 4049261936

### カードゲーム
Lycee
シルバーブリッツのトレーディングカードゲーム、Lyceeに参戦している。収録エキスパンションは、Nitoroplus1.0など。

### 客演作品
ニトロ+ロワイヤル -ヒロインズデュエル-
モーラがプレイアブルキャラクターとして登場。声は山菱白花が担当。
ニトロプラス ブラスターズ -ヒロインズ インフィニット デュエル-
モーラがプレイアブルキャラクターとして登場。声は前作から引き続き山菱白花が担当。